# Igreja de Nossa Senhora da Ajuda (Covoada)
A Igreja de Nossa Senhora da Ajuda é uma igreja católica portuguesa localizada em Covoada, concelho de Ponta Delgada, na ilha açoriana de São Miguel.
Antigamente não passava de uma modesta ermida, que havia sido fundada por Gaspar de Medeiros, "o velho". Durante muitos anos foi propriedade particular, desconhecendo-se, porém, como teria passado para a posse da diocese.
A primeira notícia de que se tem conhecimento a respeito da presença do povo do lugar em relação a este templo data de 1846. Reporta-se a esse ano o facto de os vizinhos se cotizarem todos para a compra de um retábulo, pois que o existente na ermida estava incapaz. É pelo menos o que regista o jornal Açoriano Oriental, no seu número de 18 de Abril daquele ano. Donde se conclui que já por essa época a ermida de Nossa Senhora da Ajuda da Covoada estava na posse da diocese, tanto mais que ainda segundo uma outra noticia contida naquele semanário, no dia 17 de Junho de 1847, a Junta Governativa de Ponta Delgada, deferindo a representação que lhe fora formulada pelo bispo de Angra do Heroísmo, D. Frei Estêvão de Jesus Maria, então residente na Ilha de São Miguel, criava o lugar de cura para este templo, lugar que não chegou a preencher-se.
As obras de ampliação da primitiva ermida, que determinaram as proporções da actual igreja, decorreram, segundo parece, nos fins do século passado, faltando porém os elementos para poder precisar a data ou datas.
Foi elevada à qualidade de Paróquia em Outubro de 1977.